# Oh My God!
„Oh My God!” (jap. オーマイガー! Ō mai gā!) – drugi singel japońskiego zespołu NMB48, wydany w Japonii 19 października 2011 roku przez laugh out loud records.
Singel został wydany w czterech edycjach: trzech regularnych (Type A, Type B, Type C) oraz „teatralnej” (CD). Osiągnął 1 pozycję w rankingu Oricon i pozostał na liście przez 32 tygodnie, sprzedał się w nakładzie 325 784 egzemplarzy. Singel zdobył status platynowej płyty.

## Lista utworów
Wszystkie utwory zostały napisane przez Yasushiego Akimoto.

### Type A
| CD  |                                                                                              |                                                                                              |                                                                                              |      |
| Nr  | Tytuł                                                                                        | Kompozycja                                                                                   | Aranżacja                                                                                    | Czas |
| 1.  | „Oh My God!” (jap. オーマイガー!)                                                            | Chikara Gonoe                                                                                | Ikuta Machine                                                                                | 4:20 |
| 2.  | „Boku wa matteru” (jap. 僕は待ってる)                                                        | Yasuo Sakai                                                                                  | Yūichi "Masa" Nonaka                                                                         | 3:46 |
| 3.  | „Kesshō” (jap. 結晶) (wyk. Shirogumi)                                                        | Mayuko Maruyama                                                                              | Mayuko Maruyama                                                                              | 4:20 |
| 4.  | „Oh My God!” (jap. オーマイガー!) (off vocal ver.)                                           | Chikara Gonoe                                                                                | Ikuta Machine                                                                                | 4:20 |
| 5.  | „Boku wa matteru” (jap. 僕は待ってる) (off vocal ver.)                                       | Yasuo Sakai                                                                                  | Yūichi "Masa" Nonaka                                                                         | 3:46 |
| 6.  | „Kesshō” (jap. 結晶) (off vocal ver.)                                                        | Mayuko Maruyama                                                                              | Mayuko Maruyama                                                                              | 4:20 |
| DVD |                                                                                              |                                                                                              |                                                                                              |      |
| Nr  | Tytuł                                                                                        | Tytuł                                                                                        | Tytuł                                                                                        | Czas |
| 1.  | „Oh My God!” (jap. オーマイガー!) (Music Video)                                              | „Oh My God!” (jap. オーマイガー!) (Music Video)                                              | „Oh My God!” (jap. オーマイガー!) (Music Video)                                              |      |
| 2.  | „Kesshō” (jap. 結晶) (Music Video)                                                           | „Kesshō” (jap. 結晶) (Music Video)                                                           | „Kesshō” (jap. 結晶) (Music Video)                                                           |      |
| 3.  | „Oh My God!” (jap. オーマイガー!) (Music Video Dancing Version)                              | „Oh My God!” (jap. オーマイガー!) (Music Video Dancing Version)                              | „Oh My God!” (jap. オーマイガー!) (Music Video Dancing Version)                              |      |
| 4.  | „Daiichikai NMB kōhaku taikō suiei taikai (zenpen)” (jap. 第一回NMB紅白対抗水泳大会（前編）) | „Daiichikai NMB kōhaku taikō suiei taikai (zenpen)” (jap. 第一回NMB紅白対抗水泳大会（前編）) | „Daiichikai NMB kōhaku taikō suiei taikai (zenpen)” (jap. 第一回NMB紅白対抗水泳大会（前編）) |      |

### Type B
| CD  |                                                                                             |                                                                                             |                                                                                             |      |
| Nr  | Tytuł                                                                                       | Kompozycja                                                                                  | Aranżacja                                                                                   | Czas |
| 1.  | „Oh My God!” (jap. オーマイガー!)                                                           | Chikara Gonoe                                                                               | Ikuta Machine                                                                               | 4:20 |
| 2.  | „Boku wa matteru” (jap. 僕は待ってる)                                                       | Yasuo Sakai                                                                                 | Yūichi "Masa" Nonaka                                                                        | 3:46 |
| 3.  | „Hoshokushatachi yo” (jap. 捕食者たちよ) (wyk. Akagumi)                                     | Ryūsuke Taira                                                                               | Ryūsuke Nakanishi                                                                           | 4:27 |
| 4.  | „Oh My God!” (jap. オーマイガー!) (off vocal ver.)                                          | Chikara Gonoe                                                                               | Ikuta Machine                                                                               | 4:20 |
| 5.  | „Boku wa matteru” (jap. 僕は待ってる) (off vocal ver.)                                      | Yasuo Sakai                                                                                 | Yūichi "Masa" Nonaka                                                                        | 3:46 |
| 6.  | „Hoshokushatachi yo” (jap. 捕食者たちよ) (off vocal ver.)                                   | Ryūsuke Taira                                                                               | Ryūsuke Nakanishi                                                                           | 4:27 |
| DVD |                                                                                             |                                                                                             |                                                                                             |      |
| Nr  | Tytuł                                                                                       | Tytuł                                                                                       | Tytuł                                                                                       | Czas |
| 1.  | „Oh My God!” (jap. オーマイガー!) (Music Video)                                             | „Oh My God!” (jap. オーマイガー!) (Music Video)                                             | „Oh My God!” (jap. オーマイガー!) (Music Video)                                             |      |
| 2.  | „Hoshokushatachi yo” (jap. 捕食者たちよ) (Music Video)                                      | „Hoshokushatachi yo” (jap. 捕食者たちよ) (Music Video)                                      | „Hoshokushatachi yo” (jap. 捕食者たちよ) (Music Video)                                      |      |
| 3.  | „Oh My God!” (jap. オーマイガー!) (Music Video Dancing Version)                             | „Oh My God!” (jap. オーマイガー!) (Music Video Dancing Version)                             | „Oh My God!” (jap. オーマイガー!) (Music Video Dancing Version)                             |      |
| 4.  | „Daiichikai NMB kōhaku taikō suiei taikai (kōhen)” (jap. 第一回NMB紅白対抗水泳大会（後編）) | „Daiichikai NMB kōhaku taikō suiei taikai (kōhen)” (jap. 第一回NMB紅白対抗水泳大会（後編）) | „Daiichikai NMB kōhaku taikō suiei taikai (kōhen)” (jap. 第一回NMB紅白対抗水泳大会（後編）) |      |

### Type C
| CD  |                                                                 |                                                                 |                                                                 |      |
| Nr  | Tytuł                                                           | Kompozycja                                                      | Aranżacja                                                       | Czas |
| 1.  | „Oh My God!” (jap. オーマイガー!)                               | Chikara Gonoe                                                   | Ikuta Machine                                                   | 4:20 |
| 2.  | „Boku wa matteru” (jap. 僕は待ってる)                           | Yasuo Sakai                                                     | Yūichi "Masa" Nonaka                                            | 3:46 |
| 3.  | „Uso no tenbin” (jap. 嘘の天秤) (wyk. NMB Seven)                | Masahiro Kawaura                                                | Yūichi "Masa" Nonaka                                            | 4:51 |
| 4.  | „Oh My God!” (jap. オーマイガー!) (off vocal ver.)              | Chikara Gonoe                                                   | Ikuta Machine                                                   | 4:20 |
| 5.  | „Boku wa matteru” (jap. 僕は待ってる) (off vocal ver.)          | Yasuo Sakai                                                     | Yūichi "Masa" Nonaka                                            | 3:46 |
| 6.  | „Uso no tenbin” (jap. 嘘の天秤) (off vocal ver.)                | Masahiro Kawaura                                                | Yūichi "Masa" Nonaka                                            | 4:51 |
| DVD |                                                                 |                                                                 |                                                                 |      |
| Nr  | Tytuł                                                           | Tytuł                                                           | Tytuł                                                           | Czas |
| 1.  | „Oh My God!” (jap. オーマイガー!) (Music Video)                 | „Oh My God!” (jap. オーマイガー!) (Music Video)                 | „Oh My God!” (jap. オーマイガー!) (Music Video)                 |      |
| 2.  | „Oh My God!” (jap. オーマイガー!) (Music Video Dancing Version) | „Oh My God!” (jap. オーマイガー!) (Music Video Dancing Version) | „Oh My God!” (jap. オーマイガー!) (Music Video Dancing Version) |      |
| 3.  | „NMB48 feat. Yoshimoto Shinkigeki” (jap. NMB48 feat.吉本新喜劇) | „NMB48 feat. Yoshimoto Shinkigeki” (jap. NMB48 feat.吉本新喜劇) | „NMB48 feat. Yoshimoto Shinkigeki” (jap. NMB48 feat.吉本新喜劇) |      |
| 4.  | „NMB48 no kiseki” (jap. NMB48の軌跡)                            | „NMB48 no kiseki” (jap. NMB48の軌跡)                            | „NMB48 no kiseki” (jap. NMB48の軌跡)                            |      |

### Wer. teatralna
| CD |                                                                   |                 |                   |      |
| Nr | Tytuł                                                             | Kompozycja      | Aranżacja         | Czas |
| 1. | „Oh My God!” (jap. オーマイガー!)                                 | Chikara Gonoe   | Ikuta Machine     | 4:20 |
| 2. | „Kesshō” (jap. 結晶) (wyk. Shirogumi)                             | Mayuko Maruyama | Mayuko Maruyama   | 4:20 |
| 3. | „Hoshokushatachi yo” (jap. 捕食者たちよ) (wyk. Akagumi)           | Ryūsuke Taira   | Ryūsuke Nakanishi | 4:27 |
| 4. | „Nandeyanen, Idol” (jap. なんでやねん、アイドル)                  | Takao Yoshino   | Takao Yoshino     |      |
| 5. | „Oh My God!” (jap. オーマイガー!) (off vocal ver.)                | Chikara Gonoe   | Ikuta Machine     | 4:20 |
| 6. | „Kesshō” (jap. 結晶) (off vocal ver.)                             | Mayuko Maruyama | Mayuko Maruyama   | 4:20 |
| 7. | „Hoshokushatachi yo” (jap. 捕食者たちよ) (off vocal ver.)         | Ryūsuke Taira   | Ryūsuke Nakanishi | 4:27 |
| 8. | „Nandeyanen, Idol” (jap. なんでやねん、アイドル) (off vocal ver.) | Takao Yoshino   | Takao Yoshino     |      |

## Skład zespołu
| „Oh My God!” |
| --- |
| - Team N: Mayu Ogasawara, Kanako Kadowaki, Rika Kishino, Haruna Kinoshita, Riho Kotani, Kei Jōnishi, Miru Shiroma, Aina Fukumoto, Yūki Yamaguchi, Yamada Nana, Nana Yamada (środek), Sayaka Yamamoto (środek) - Kenkyūsei: Eriko Jō, Ayaka Murakami, Fūko Yagura, Natsumi Yamagishi, Keira Yogi |

| „Boku wa matteru” |
| --- |
| - Team N: Mayu Ogasawara, Kanako Kadowaki, Rika Kishino, Haruna Kinoshita, Riho Kotani, Rina Kondō, Kanna Shinohara, Kei Jōnishi, Miru Shiroma, Aina Fukumoto, Yūki Yamaguchi, Nana Yamada, Sayaka Yamamoto (środek), Miyuki Watanabe - Kenkyūsei: Riona Ōta, Ayaka Okita, Rena Kawakami, Momoka Kinoshita, Arisa Koyanagi, Mizuki Hara, Ayame Hikawa, Natsumi Yamagishi, Yuki Azuma, Yūmi Ishida, Mizuki Uno, Riko Ōtani, Risako Okada, Narumi Koga, Yūka Kodakari, Sorai Satō, Eriko Jō (środek), Yui Takano, Akane Takiyama, Airi Tanigawa, Hiromi Nakagawa, Rurina Nishizawa, Momoka Hayashi, Runa Fujita, Mao Mita, Ayaka Murakami, Sae Murase, Fūko Yagura, Hitomi Yamamoto, Keira Yogi |

| „Kesshō” |
| --- |
| - Team N: Mayu Ogasawara, Rika Kishino, Haruna Kinoshita, Riho Kotani, Kanna Shinohara, Aina Fukumoto, Nana Yamada, Sayaka Yamamoto (środek) - Kenkyūsei: Ayaka Okita, Ayaka Murakami, Fūko Yagura, Natsumi Yamagishi |

| „Hoshokushatachi yo” |
| --- |
| - Team N: Kanako Kadowaki, Rina Kondō, Kei Jōnishi, Miru Shiroma, Yūki Yamaguchi, Miyuki Watanabe - Kenkyūsei: Riona Ōta, Rena Kawakami, Momoka Kinoshita, Eriko Jō (środek), Ayame Hikawa, Keira Yogi |

| „Uso no tenbin” |
| --- |
| - Team N: Mayu Ogasawara, Kei Jōnishi, Miru Shiroma, Aina Fukumoto, Nana Yamada (środek), Sayaka Yamamoto (środek) - Kenkyūsei: Eriko Jō |

| „Nandeyanen, Idol” |
| --- |
| - Team N: Kanako Kadowaki (środek), Haruna Kinoshita (środek) - Kenkyūsei: Riko Ōtani, Risako Okada, Yūka Kodakari, Arisa Koyanagi, Yui Takano, Akane Takiyama, Airi Tanigawa, Mizuki Hara, Runa Fujita, Sae Murase |

## Notowania
| Lista                             | Pozycja |
| --------------------------------- | ------- |
| Oricon Weekly Singles Chart       | 1       |
| Oricon Yearly Singles Chart       | 13      |
| Billboard Japan Hot 100           | 3       |
| Billboard Japan Top Singles Sales | 3       |